# Marek Jakóbczak
Marek Jakóbczak (Varsovia, 13 de julio de 1969 - Ibídem, 27 de junio de 2014) fue un futbolista polaco que jugaba en la demarcación de delantero.

## Biografía
En 1987 debutó como futbolista con el Polonia Varsovia. Jugó en el club durante cinco temporadas. Tras pasar por el Radomiak Radom y por el KS Piaseczno, fichó por el Stal Stalowa Wola, con quien marcó cinco goles en 16 partidos jugados, y un año después por el Wisła Płock. En 1998 fue el GKS Bełchatów quien se hizo con sus servicios, llegando a jugar la final de la Copa de Polonia en 1999 tras perder la final contra el Amica Wronki por 1-0. También jugó para el Śląsk Wrocław, Hapoel Beit She'an FC, RKS Radomsko, Jagiellonia Białystok, Okęcie de Varsovia, Pogoń Grodzisk Mazowiecki, GLM Varsovia, GKP Targówek y para el MLKS Victoria Sulejowek, club en el que se retiró en 2012.
Falleció el 27 de junio de 2014 a los 44 años de edad tras sufrir cáncer de pulmón con metástasis en el hígado.

## Clubes
| Club                      | País    | Año         |
| ------------------------- | ------- | ----------- |
| Polonia Varsovia          | Polonia | 1987 - 1992 |
| Radomiak Radom            | Polonia | 1992 - 1994 |
| KS Piaseczno              | Polonia | 1994 - 1995 |
| Stal Stalowa Wola         | Polonia | 1995 - 1996 |
| Wisła Płock               | Polonia | 1996 - 1998 |
| GKS Bełchatów             | Polonia | 1998 - 1999 |
| Śląsk Wrocław             | Polonia | 1999 - 2000 |
| Hapoel Beit She'an FC     | Israel  | 2000 - 2001 |
| RKS Radomsko              | Polonia | 2001        |
| Jagiellonia Białystok     | Polonia | 2001 - 2002 |
| Okęcie de Varsovia        | Polonia | 2002 - 2003 |
| Pogoń Grodzisk Mazowiecki | Polonia | 2003 - 2004 |
| GLM Varsovia              | Polonia | 2004 - 2005 |
| GKP Targówek              | Polonia | 2005 - 2006 |
| MLKS Victoria Sulejowek   | Polonia | 2007 - 2012 |